# Banda (Bizantinsko cesarstvo)
Banda (starogrško βάνδον, latinizirano: bándon) je bila osnovna vojaška enota in teritorialna upravna enota srednjega Bizantinskega cesarstva. Izraz je, tako kot latinski obliki bandus in bandum (prapor), germanskega izvora. Izhaja iz gotske besede bandwō, kar kaže na tuj vpliv v vojski v času, ko se je ta vrsta enote razvila.

## Izvor
Izraz je bil v rabi že v 6. stoletju. Prokopij ga omenja kot naziv za bojni prapor, vendar so ga kmalu začeli uporabljati tudi za enoto s takšnim praporom. Od vladavine Nikiforja I. (vladal 802–811) se je ime nanašalo na podokrožje bizantinske teme.

## Organizacija
Od 8. do 11. stoletja n. št. je bila banda osnovna enoto bizantinske vojske. Pet do sedem band je tvorilo turmo, glavno podenoto teme. Vsaki bandi je poveljeval komes (grof). Pehotna banda je imela 200 do 400 mož, konjeniška pa 50 do 100 mož. V Taktiki Leona VI. Modrega (9. stoletje) in pred njo v Strategikonu cesarja Mavricija (6. stoletje) se je banda imenovala tagma ali aritmos.
Pehotno bando je sestavljalo šestnajst lohagov s po šestnajst možmi, ki jim  je poveljeval lohag (vodja skupine). Njegovi pomočniki so bili dekarhi (desetarji), pentarhi (vodja petih), tetrarhi (vodja štirih) in uragi. Po štirje lohagi so tvorili alagij (krilce). Približno tri četrtine mož je bilo suličarjev in ena četrtina lokostrelcev. V času, ko je bil napisan Strategikon, je bila konjeniška banda razdeljena na tri hekatontarhije, od katerih je vsakemu poveljeval hekatontarh, podrejen drugemu poveljujočemu ilarhu.
Med vladavino Leona VI. Modrega (vladal 886–912) je hekatontarhija izginila, banda pa je bila razdeljena na šest alagij, ki so jim verjetno poveljevali pentekontarhi. Po dvem alagijam so še vedno poveljevali  hekatontarhi ali  kentarhi. Vsaka od šestih alagij je imela petdeset mož, organiziranih v pet dekarhij po deset mož. Vsi štirje častniki (dekarh, pentarh, tetrarh in urag) so bili suličarji.

## Pozno cesarstvo
V začetku 10. stoletja je pehotno enoto uradno sestavljalo 256 mož (16 × 16 mož), konjeniško pa 300 mož (6 × 50 mož). Priročniki iz tistega obdobja navajajo, da se je moč enot dejansko gibala med 200 in 400 možmi. Delo Praecepta Militaria Nikiforja II. Foke (vladal 963–969) navaja, da je bilo v konjeniški bandi samo 50 mož. Za razliko od drugih srednjebizantinskih upravnih in vojaških izrazov se je banda ohranila še dolgo v pozno bizantinsko obdobje in postala osnovna ozemeljska enota Trebizondskega cesarstva do njegovega padca.